# Цісарська криниця (Винники)

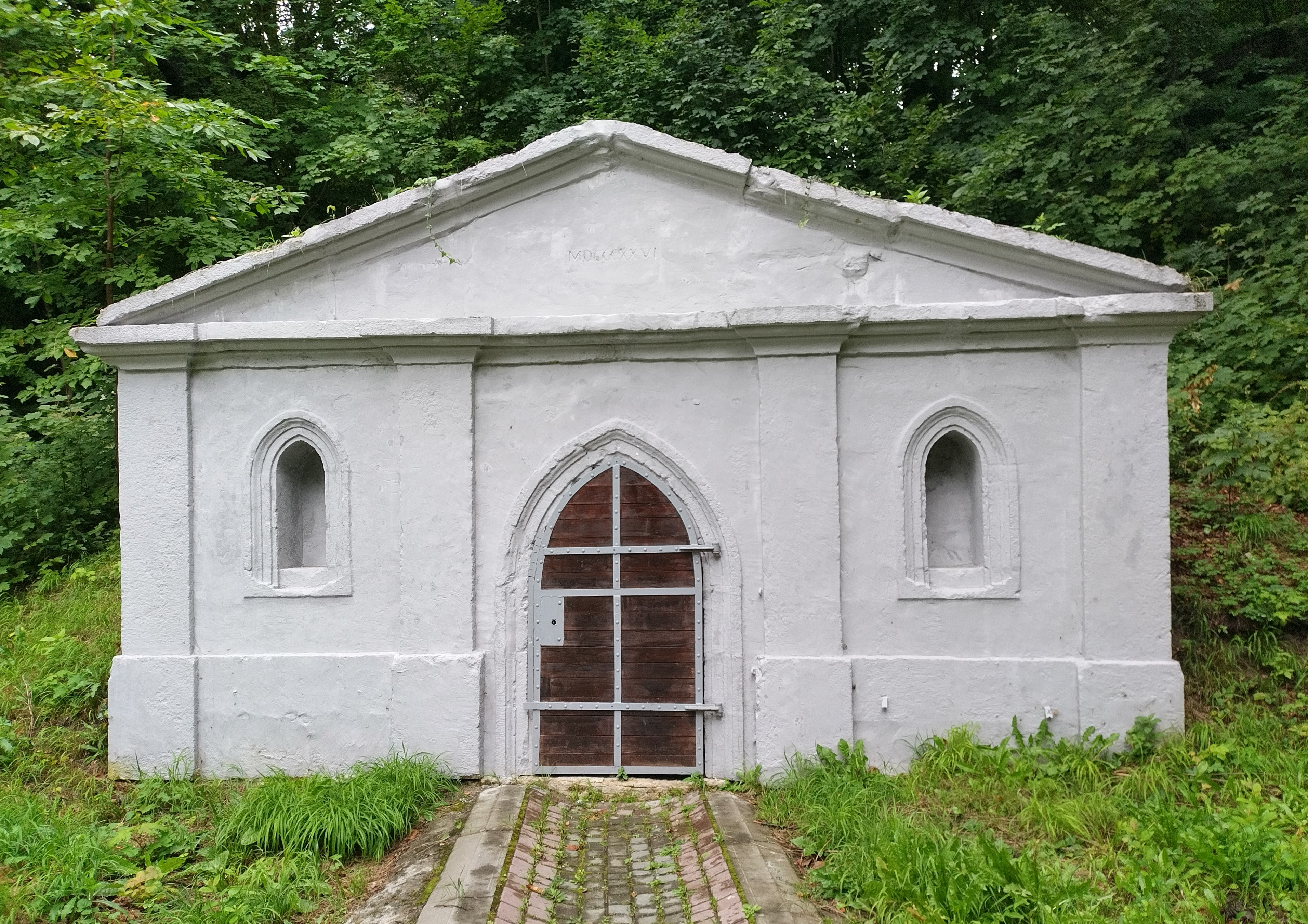
Цісарська криниця

«Цісарська криниця» у Винниках (біля Львова) (1826 р.) — історико-туристичний об'єкт у Винниках, що знаходиться під горою Шипшина. Це — невеличка кам'яна споруда з аркоподібним входом і нішами у стінах з двох боків від нього та викарбуваною латинською цифрою «MDCCCXXVI» (1826) на фронтоні під кам'яним дахом, що заріс мохом і травами..
«Цісарська криниця» відома з княжих часів і являє собою шахтний колодязь з чистою водою, яка надходить з джерел, через складну систему таємних переходів та галерей, що були споруджені під г. Жупан. З історичних джерел відомо, що ці підземні ходи мали довжину до декілька кілометрів і можливо зв'язували між собою Винниківський замок і Чортові скелі.

«Цісарська криниця» — закрите приміщення розмірами 5 м х 6 м. У нішах на фасаді, були встановлені кам'яні статуї (можливо ікони) Матері Божої та Ісуса Христа. Тепер ніша пустує і доля скульптур невідома. Всередині споруди — збірник для води (3 м х 2.5 м х 1.2 м), вода в який надходить, просочуючись через стіни та стікаючи по підземній галереї арочного типу (ширина до 1 м, висота 1,5 м, довжина до 15 м), що прилягає до приміщення з басейном..
Очевидно, що дана галерея і є залишком древнього підземного переходу княжих часів. Ідентичні за розмірами і способом кладки каменю підземні ходи знайдені в 1992 р. на території тютюнової фабрики. На фабриці цей водозбір закінчується біля колишнього приміщення їдальні, де був обладнаний кам'яний басейн з джерелом.
Відомості про перебудову даного водозабору і водопроводу до 1940 р. відсутні. Старожили згадують, що під час Другої світової війни в ходах «Цісарської криниці» переховувалися молоді винниківчани від призову до лав Червоної армії і відправки на фронт, після чого значна частина шахт криниці була замурована, а дерев'яний водопровід було замінено на сталевий D 100 мм, який діє до наших днів. Оскільки водопровід прокладено вулицями: На Куті, Крушельницької, Пушкіна, Жупан, Ринок, то практично кожен житловий будинок цього кварталу користується водою з даного водопроводу. Хоча офіційно до 1976 р. до водопроводу були підключені лише будинки господарів Домазар та Проць (водопровід прокладався через їхні землі).